# 대한민국 형법 제119조
대한민국 형법 제119조는 폭발물사용죄와 전시폭발물사용죄에 관한 형법 각칙의 조문이다.

## 조문
| 제119조 【폭발물사용】 ① 폭발물을 사용하여 사람의 생명, 신체 또는 재산을 해하거나 기타 공안을 문란한 자는 사형, 무기 또는 7년 이상의 징역에 처한다. ② 전쟁, 천재 기타 사변에 있어서 전항의 죄를 범한 자는 사형 또는 무기징역에 처한다. ③ 전2항의 미수범은 처벌한다. - '공공의 안전과 평온'을 보호법익으로 하며 고의가 있어야 하므로 과실범은 처벌하지 않는다. - 전쟁이나 천재지변을 비롯해 기타 사변시에 형이 가중된다. (제119조 제2항) - 본죄의 미수 (제119조 제3항), 예비·음모·선동은 모두 처벌한다. (→형법 제120조) |

## 판례

### '폭발물'이란
형법 제119조 제1항의 폭발물사용죄에서 말하는 폭발물이란
폭발 작용의 위력이나 파편의 비산 등으로 사람의 생명, 신체, 재산 및 공공의 안전이나 평온에
직접적이고 구체적인 위험을 초래할 수 있는 정도의 강한 파괴력을 가지는 물건을 의미한다. 

(중략)— (대판 2012.4.26, 2011도17254)

### 이리역 폭발사고
| 피고인이 폭약을 호송하던 중 화차내에서 금지된 촛불을 켜 놓은채 잠자다가 폭약상자에 불이 붙는 순간 잠에서 깨어나 이를 발견하였다면 불이 붙은 상자를 뒤집어 쉽게 진화 할 수 있고 또는 그 상자를 화차 밖으로 던지는 방법 등으로 대형폭발사고만은 방지할 수 있었는데도 불구하고 피고인이 화약호송책무자로서 더구나 위험발생의 원인을 야기한 자로서의 진화 및 위험발생원인제거에 관한 의무에 위반하여 이를 그대로 방치하면 화차안 모든 화약류가 한꺼번에 폭발하리라는 정을 예견하면서도 화차 밖으로 도주하였음은 부작위에 의한 폭발물파열죄(→폭발물사용죄)가 성립한다.— (대판 1978.9.26, 78도 1996) - 1977년 발생한 이리역 폭발 사고의 피고인에 대해 '부작위에 의한 폭발물파열죄'가 성립한다고 판결하였으나, 1995년 형법 개정으로 폭발물파열죄를 폭발성물건파열죄로 변경하고 화약을 폭발성물건파열죄의 객체에서 제외시키면서 폭발물사용죄로 의율하였다. (→부작위에 의한 폭발물사용죄) |

## 같이 보기
- 폭발물에 관한 죄
- 폭발성물건파열죄 (형법 제172조)